# Ghorabandha
Ghorabandha är en ort i Indien.   Den ligger i delstaten Bihar, i den östra delen av landet, 1 100 km sydost om huvudstaden New Delhi. Ghorabandha ligger 433 meter över havet och antalet invånare är 14 751.
Terrängen runt Ghorabandha är platt. Runt Ghorabandha är det ganska tätbefolkat, med 129 invånare per kvadratkilometer. Det finns inga andra samhällen i närheten. Omgivningarna runt Ghorabandha är en mosaik av jordbruksmark och naturlig växtlighet.